# Ratoath
Ratoath (Ráth Tó en irlandais) est une ville du sud du comté de Meath en république d'Irlande, dont l'expansion est particulièrement rapide.
La ville de Ratoath compte 7 249 habitants au recensement de 2006), alors qu'elle n'était qu'un village de 1 061 habitants en 1996, soit un accroissement de 580% en 20ans.
C'est à proximité de Ratoath que se dispute l'Irish Grand National, une prestigieuse course hippique créée en 1870.